# Wahlkreis Neukölln 2
Der Wahlkreis Neukölln 2 ist ein Abgeordnetenhauswahlkreis in Berlin. Er gehört zum Wahlkreisverband Neukölln und umfasst im Ortsteil Neukölln das Gebiet westlich der Karl-Marx-Straße und nördlich der Ringbahn sowie östlich der Karl-Marx-Straße entlang der Linie Weichselstraße/Donaustraße/Wanzlikpfad/Kirchgasse/Richardstraße/Karl-Marx-Platz.
Der Wahlkreis erhielt zur Abgeordnetenhauswahl 2016 einen neuen verkleinerten Zuschnitt. Bis dahin gehörte auch der Körnerkiez zum Wahlkreis.

## Abgeordnetenhauswahl 2023
Bei der Wahl zum Abgeordnetenhaus von Berlin 2023 traten folgende Kandidaten an:
| Name                              | Partei           | Anteil der Erststimmen | Anteil der Zweitstimmen |
| --------------------------------- | ---------------- | ---------------------- | ----------------------- |
| Susanna Kahlefeld                 | Grüne            | 34,5 %                 | 35,8 %                  |
| Jorinde Schulz                    | Die Linke        | 30,7 %                 | 25,7 %                  |
| Fabian Fischer                    | SPD              | 14,6 %                 | 14,3 %                  |
| Nimet Avci                        | CDU              | 10,6 %                 | 09,7 %                  |
| Julian Potthast                   | AfD              | 03,6 %                 | 03,4 %                  |
| Thomas Tegtow                     | Die PARTEI       | 02,7 %                 | 02,1 %                  |
| Maike Ohmenzetter                 | Tierschutzpartei | 02,1 %                 | 01,6 %                  |
| Thomas Ewald                      | dieBasis         | 00,5 %                 | 00,4 %                  |
| Sylvia-Fee Wadehn                 | Einzelbewerberin | 00,3 %                 | 0–                      |
| Mandana Share                     | Freie Wähler     | 00,2 %                 | 00,1 %                  |
| Thomas Löb                        | ÖDP              | 00,1 %                 | 00,1 %                  |
| Peter Ley                         | LKR              | 00,0 %                 | 00,0 %                  |
| –                                 | FDP              | 0–                     | 01,8 %                  |
| –                                 | Team Todenhöfer  | –                      | 01,0 %                  |
| –                                 | Volt             | –                      | 01,0 %                  |
| –                                 | Sonstige         | –                      | 03,0 %                  |
| Wahlberechtigte: 31.401 Einwohner |                  |                        |                         |
| Wahlbeteiligung: 57,2 %           |                  |                        |                         |

## Abgeordnetenhauswahl 2021
Bei der Wahl zum Abgeordnetenhaus von Berlin 2021 traten folgende Kandidaten an:
| Name                              | Partei            | Anteil der Erststimmen | Anteil der Zweitstimmen |
| --------------------------------- | ----------------- | ---------------------- | ----------------------- |
| Susanna Kahlefeld                 | Grüne             | 32,9 %                 | 31,9 %                  |
| Jorinde Schulz                    | Die Linke         | 30,1 %                 | 26,9 %                  |
| Fabian Fischer                    | SPD               | 17,7 %                 | 16,9 %                  |
| Nimet Avci                        | CDU               | 05,5 %                 | 05,1 %                  |
| Thomas Tegtow                     | Die PARTEI        | 03,2 %                 | 02,8 %                  |
| Julian Potthast                   | AfD               | 03,2 %                 | 03,1 %                  |
| Victor Stephani                   | FDP               | 02,6 %                 | 02,5 %                  |
| Maike Ohmenzetter                 | Tierschutzpartei  | 02,1 %                 | 01,3 %                  |
| Thomas Ewald                      | dieBasis          | 01,3 %                 | 01,0 %                  |
| Mandana Share                     | Freie Wähler      | 00,6 %                 | 00,4 %                  |
| Sylvia-Fee Wadehn                 | Einzelbewerberin  | 00,4 %                 | 0–                      |
| Thomas Löb                        | ÖDP               | 00,2 %                 | 00,1 %                  |
| Peter Ley                         | LKR               | 00,1 %                 | 00,0 %                  |
| –                                 | Team Todenhöfer   | –                      | 02,7 %                  |
| –                                 | Klimaliste Berlin | –                      | 01,4 %                  |
| –                                 | Volt              | –                      | 01,2 %                  |
| –                                 | Sonstige          | –                      | 02,7 %                  |
| Wahlberechtigte: 31.859 Einwohner |                   |                        |                         |
| Wahlbeteiligung: 71,9 %           |                   |                        |                         |

## Abgeordnetenhauswahl 2016
Bei der Wahl zum Abgeordnetenhaus von Berlin 2016 traten folgende Kandidaten an:
| Name                              | Partei           | Anteil der Erststimmen | Anteil der Zweitstimmen |
| --------------------------------- | ---------------- | ---------------------- | ----------------------- |
| Susanna Kahlefeld                 | Grüne            | 30,1 %                 | 29,1 %                  |
| Irmgard Wurdack                   | Die Linke        | 22,0 %                 | 25,2 %                  |
| Erol Özkaraca                     | SPD              | 21,1 %                 | 17,9 %                  |
| Franziska Lorenz-Hoffmann         | AfD              | 06,7 %                 | 06,6 %                  |
| Onur Bayar                        | CDU              | 06,6 %                 | 06,7 %                  |
| Kay Knepper                       | Die PARTEI       | 04,7 %                 | 04,8 %                  |
| Peter Loh                         | Piraten          | 03,1 %                 | 03,4 %                  |
| Stefan Hochstraßer                | FDP              | 02,3 %                 | 02,5 %                  |
| Pinar Çetin                       | Einzelbewerberin | 01,9 %                 | 0–                      |
| Florian Heine                     | Einzelbewerber   | 00,7 %                 | 0–                      |
| Ismet Misirlioǧlu                 | BIG              | 00,4 %                 | 0–                      |
| Andreas Domscheit                 | NPD              | 00,3 %                 | 00,3 %                  |
| –                                 | Tierschutzpartei | 0–                     | 01,7 %                  |
| –                                 | Sonstige         | 0–                     | 01,8 %                  |
| Wahlberechtigte: 28.767 Einwohner |                  |                        |                         |
| Wahlbeteiligung: 62,2 %           |                  |                        |                         |

## Abgeordnetenhauswahl 2011
Bei der Wahl zum Abgeordnetenhaus von Berlin 2011 traten folgende Kandidaten an:
| Name                              | Partei           | Anteil der Erststimmen | Anteil der Zweitstimmen |
| --------------------------------- | ---------------- | ---------------------- | ----------------------- |
| Susanna Kahlefeld                 | Grüne            | 29,7 %                 | 28,7 %                  |
| Erol Özkaraca                     | SPD              | 25,1 %                 | 23,2 %                  |
| Anne Helm                         | Piraten          | 15,1 %                 | 15,8 %                  |
| Christina Schwarzer               | CDU              | 11,3 %                 | 09,7 %                  |
| Irmgard Wurdack                   | Die Linke        | 09,7 %                 | 09,7 %                  |
| Sebastian Heinrich                | Die PARTEI       | 04,8 %                 | 03,4 %                  |
| Tarkan Cangöz                     | BIG              | 03,3 %                 | 02,9 %                  |
| Rother von Kieseritzky            | FDP              | 01,0 %                 | 00,9 %                  |
| –                                 | NPD              | –                      | 01,6 %                  |
| –                                 | Tierschutzpartei | –                      | 01,3 %                  |
| –                                 | Sonstige         | –                      | 02,8 %                  |
| Wahlberechtigte: 35.385 Einwohner |                  |                        |                         |
| Wahlbeteiligung: 51,9 %           |                  |                        |                         |

## Abgeordnetenhauswahl 2006
Bei der Wahl zum Abgeordnetenhaus von Berlin 2006 traten folgende Kandidaten an:
| Name                              | Partei     | Anteil der Erststimmen |
| --------------------------------- | ---------- | ---------------------- |
| Fritz Felgentreu                  | SPD        | 40,4 %                 |
| Michael Wendt                     | Grüne      | 20,2 %                 |
| Ralf Reppert                      | CDU        | 17,3 %                 |
| Udo Wolf                          | Die Linke  | 11,8 %                 |
| Rother von Kieseritzky            | FDP        | 05,5 %                 |
| Maximilian Festerling             | Die PARTEI | 04,8 %                 |
| Wahlberechtigte: 31.334 Einwohner |            |                        |
| Wahlbeteiligung: 46,1 %           |            |                        |

## Bisherige Abgeordnete
Direkt gewählte Abgeordnete des Wahlkreises Neukölln 2 waren bis heute:
| Jahr | Name              | Partei | Anteil der Erststimmen |
| ---- | ----------------- | ------ | ---------------------- |
| 2023 | Susanna Kahlefeld | Grüne  | 34,5 %                 |
| 2021 | Susanna Kahlefeld | Grüne  | 32,9 %                 |
| 2016 | Susanna Kahlefeld | Grüne  | 30,1 %                 |
| 2011 | Susanna Kahlefeld | Grüne  | 29,7 %                 |
| 2006 | Fritz Felgentreu  | SPD    | 40,4 %                 |
| 2001 | Fritz Felgentreu  | SPD    | 41,9 %                 |
| 1999 | Wolfgang Branoner | CDU    | 38,0 %                 |
| 1995 | Wolfgang Branoner | CDU    | 34,7 %                 |
| 1990 | Annelies Herrmann | CDU    | 51,6 %                 |